# Udárnoye (Krasnodar)
Udárnoye (del ruso: Ударное) es un selo del raión de Krymsk del krai de Krasnodar, en Rusia. Está situado cerca de la orilla izquierda del Adagum, de la cuenca del Kubán, 18 km al noroeste de Krymsk y 91 km al oeste de Krasnodar. Tenía 62 habitantes en 2010
Pertenece al municipio Kíyevskoye.